# أنطونيو دي سوزا فرانكو
أنطونيو دي سوزا فرانكو هو اقتصادي وسياسي برتغالي، ولد في 21 سبتمبر 1942 في أويرس في البرتغال، وتوفي في 9 يونيو 2004 في ماتوسينهوس في البرتغال بسبب نوبة قلبية. نشط حزبياً في الحزب الاشتراكي (البرتغال). وقد انتخب عضو مجلس الجمهورية ‏ عن دائرة لشبونة ‏ خلال فترته النيابية ‏.

## وصلات خارجية
- أنطونيو دي سوزا فرانكو على موقع مونزينجر (الألمانية)